# Ranunculus glaberrimus
Ranunculus glaberrimus Hook. – gatunek rośliny z rodziny jaskrowatych (Ranunculaceae Juss.). Występuje naturalnie w klimacie umiarkowanym Ameryki Północnej. 

## Rozmieszczenie geograficzne
Rośnie naturalnie w Ameryce Północnej. W Kanadzie występuje w południowych częściach prowincji Alberta, Kolumbia Brytyjska oraz Saskatchewan. W Stanach Zjednoczonych rośnie w stanach Kolorado, Idaho, Montana, Oregon, Waszyngton, Wyoming, w północnej części Arizony, północno-wschodniej Kalifornii, w Nevadzie, Utah, północno-zachodniej Nebrasce oraz zachodnich częściach Dakoty Południowej i Północnej. 

## Morfologia
PokrójBylina dorastająca do 5–15 cm wysokości. Pędów jest kilka. Są proste i rozgałęzione w górnej części i tam też lekko owłosione (poza tym są nagie). Korzenie są raczej mięsiste o grubości 2–3 mm.
LiścieLiście odziomkowe mają nerkowaty, owalny lub eliptyczny kształt. Mierzą 0,5–2,5 cm długości oraz 1–2 cm szerokości. Są nieco skórzaste i pokryte są długimi włosami. Nasada liścia ucięta. Blaszka jest całobrzega lub z trzema parami szczytowych ząbków. Wierzchołek jest zaokrąglony lub ostry. Na pędzie znajduje się jeden lub kilka naprzemianległych liści łodygowych.
KwiatyPojedyncze lub zebrane po kilka na szczytach pędów. Mają 5 eliptycznych działek kielicha, które są zabarwione na fioletowo i dorastają do 5–8 mm długości. Są nietrwałe. Żółtych płatków korony o owalnym kształcie i długości 8–15 mm jest od 5 do 10. Miodniki mają kształt stożka lub wachlarza. Dorastają do 1,5–2 mm długości. Krawędzie boczne są połączone ze sobą na całej długości, tworząc głęboką kieszeń. Górna krawędź jest zwykle owłosiona. Dno kwiatowe ma okrągły kształt. Jest nagie lub drobno, krótko owłosione. Pręcików jest od 40 do 80.
OwoceDrobno, krótko owłosione niełupki o odwrotnie jajowatym kształcie i długości 1,5–2 mm. Zebrane po 30–150 w owoc zbiorowy – wieloniełupkę o kulistym kształcie, osiągającą do 6–11 mm długości.

## Biologia i ekologia
Rośnie na łąkach i trawiastych zboczach. Występuje na wysokości od 500 do 3600 m n.p.m. Dzieli środowisko między innymi z sosną żółtą (Pinus ponderosa) oraz z gatunkami bylicy (Artemisia). Kwitnie od marca do lipca. Preferuje stanowiska w pełnym nasłonecznieniu. Dobrze rośnie na wilgotnym, żyznym i dobrze przepuszczalnym podłożu. 
Wszystkie części rośliny są lekko trujące w stanie świeżym. Toksyny są niszczone przez obróbkę cieplną i suszenie. Roślina ma również silnie kwaśny sok, który może powodować powstawanie pęcherzy na skórze. Połknięcie powoduje pieczenie w ustach, bóle brzucha, wymioty oraz krwawe biegunki. Kontakt skóry z sokiem może powodować jej zaczerwienienie, pieczenie i powstawanie pęcherzy. Za te właściwości odpowiada toksyczna protoanemonina, uwolniona z ranunkuliny glikozydowej. Jednak by zaobserwować poważne efekty toksyczne, potrzebne jest spożycie jej większej ilości.

## Zastosowanie
Indianie z plemion Nlaka'pamux i Syilx wytwarzali z gatunku R. glaberrimus truciznę, którą później pokrywali groty strzał. Ponadto członkowie plemienia Syilx suszone lub rozgniecione świeże okazy tej rośliny umieszczali w kawałkach mięsa, które służyły jako zatrute przynęty dla kojotów. 
W medycynie ludowej plemię Syilx używało okładów z rozgniecionych całych roślin do uśmierzania bólu stawów i bóli wszelkiego rodzaju. Plemię Nlaka'pamux z rozgniecionych kwiatów tego gatunku wykonywało okłady na brodawki, w celu podrażnienia skóry.

## Zmienność
W obrębie tego gatunku wyróżniono jedną odmianę:
- Ranunculus glaberrimus var. ellipticus (Greene) Greene